# Гојко Митић
Гојко Митић (Стројковце, Лесковац, 13. јун 1940) српски је редитељ, глумац, каскадер и аутор.

## Биографија
Он је најпознатији по већем броју вестерна рађених у НДР у продукцији ДЕФА студија, у којима је глумио америчке домороце као хероје. Играо је у 12 филмова овог жанра у периоду 1966. до 1984. године.
У покушају да се удаљи од улога у вестернима, Митић је настојао да глуми у другим жанровима, на филму, серијама, телевизији и позоришту. Позната је његова улога Спартака у Халеу. Глумио је и у филмовима научне фантастике.
У позним глумачким годинама, Митић је имао запажену улогу полицајца у филму Балканска међа из 2019. године.
Живи у Берлину.

## Награде
- 2010: Награда Браћа Карић